# Pacifistisch Socialistische Jongerengroepen
Pacifistisch Socialistische Jongerengroepen (PSJG) was de politieke jongerenorganisatie van de Pacifistisch Socialistische Partij.
In 1976 werd de Stichting Jongerenwerk in de PSP opgericht. Deze bereidde, met subsidie van het ministerie van Cultuur, Recreatie en Maatschappelijk werk, de oprichting van een jongerenorganisatie voor. In 1978 werd de PSP-Jongerengroepen (PSP-jg) opgericht. Ieder PSP lid jonger dan 26 werd automatisch lid. De PSP-jg richtte zich in het bijzonder op de problemen van jongeren. Het maakte deel uit van het Politiek Jongerenkontakt, het samenwerkingsverband van politieke jongerenorganisaties in Nederland.
Vanaf eind jaren ’70 stelde de PSJG zich radicaler op en werd zij onafhankelijker van haar moederpartij. In 1985 werd de Partij voor Socialisme en Ontwapening (PSO) opgericht door PSP’ers die ontevreden waren over de gematigde koers van de PSP, onder hen waren veel PSP-jg’ers. Hiervan werden ook enkele bekende PSP'ers lid, zoals Kamerlid Fred van der Spek. De PSP-jg had een ambigue relatie tegenover de PSO en de PSP en gedroeg zich als jongerenorganisatie van beide organisaties. Om haar onafhankelijkere relatie ten opzichte van de PSP uit te drukken veranderde ze haar naam in PSJG.
In 1991 fuseerde de PSJG met de PPRJ, de jongerenorganisatie van de Politieke Partij Radikalen en enkele onafhankelijke GroenLinks-jongeren tot DWARS, de jongerenorganisatie van GroenLinks.
De PSP-jg organisatie bestond uit een landelijk bureau met twee vaste krachten en een landelijk bestuur dat werd verkozen door het PSP-jg congres. Tot 1981 was de voorzitter van de PSP-jg lid van het partijbestuur van de PSP als jongerensecretaris.
Inhoudelijk was de PSJG groen, socialistisch, anarchistisch en antimilitaristisch (in tegenstelling tot pacifistisch) gezind. Men hield zich bezig met feminisme, studentenacties, acties tegen McDonald's en kraken.